# Lijst van rivieren in San Marino

Kaart van San Marino met de belangrijkste waterstromen en rivieren.

Deze lijst van rivieren in San Marino is geordend van noord naar zuid. De zijrivieren zijn ingesprongen weergegeven onder de naam van elke hoofdrivier. Een aantal rivieren ontspringt in San Marino, namelijk de Ausa, Cando, Marano en Fiumicello. De San Marino-rivier ontspringt in de Italiaanse provincie Pesaro e Urbino en stroomt door San Marino naar de Italiaanse provincie Rimini.

## Stromend naar deAdriatische Zee
- Ausa
- Fiumicello
  - Marano
    - Cando
- Marecchia (Italië)
  - San Marino